# Blumenthal (Heiligengrabe)
Blumenthal ist ein Ortsteil von Heiligengrabe im Landkreis Ostprignitz-Ruppin in Brandenburg.

## Geschichte
Die Gegend war schon in der Bronzezeit besiedelt. Im Ort wurden Urnen aus dieser Zeit entdeckt. Ebenso wurden Scherben römischen Ursprungs gefunden.
Die erste urkundliche Erwähnung des Ortes datiert von 1263, bereits 1241 wurde aber eine Person namens „von Blumenthal“ erwähnt. Die Adelsfamilie war schon früh ansässig in der Prignitz. Die lange Ära der namensgleichen Familie in Blumenthal endet namentlich mit dem Kommandeur des Eliteregiments der Gardes du Corps Oberstleutnant Hans von Blumenthal und seinem Sohn Heinrich von Blumenthal, Bürgermeister von Magdeburg. Dieser konnte wegen den Kreditbelastungen das Rittergut Horst (Heiligengrabe) und das dazugehörige Gut Blumenthal im Sommer 1809 nicht mehr halten, erwarb aber später das Gut Neudeck bei Herzberg/Elster. Nutzer für ein Jahr wurde wohl Alexander Graf Wartensleben, der sich aber dann für Besitzungen in der Uckermark entschied und zeitgleich seinen Dienst als Landrat der Prignitz nach acht Jahren quittierte.
Die Ortschaft Blumenthal blieb bis Mitte des 20. Jahrhunderts ein Gutsdorf mit Parallelentwicklung zum Nachbarhauptgut Horst. Blumenthal war aber kein so genanntes kreistagsfähiges Gut, also kein klassisches Rittergut im eigentliche Sinne. Um 1880, mit dem erstmals amtlich publizierten Generaladressbuch der Rittergutsbesitzer im Königreich Preussen, liegen die Daten vor. Eigentümer war Otto von Möllendorf auf Horst, der Besitz Blumenthal umfasste 199,20 ha, das Rittergut Horst hatte einen Umfang von 669,00 ha. Ihm folgte Raimar von Möllendorf (1830–1894), verheiratet mit Laura, Tochter des Generalfeldmarschalls Graf Blumenthal. Dieser Möllendorf fasste sein Eigentum zu einem Familienfideikommiss zusammen, zu einem unteilbaren Gut, mit festgelegter Erbfolge. Friedrich (1870–1932) und seine Söhne Wichard und Leonhard (1918–1945) waren die letzten Gutsbesitzer in Blumenthal. Die Töchter heirateten in andere Gutsbesitzerfamilien. Tochter Elisabeth vermählte sich so mit Horst de Gruyter auf Bantikow, Sohn aus der bekannten gleichnamigen Berliner Unternehmerfamilie. Ende der 1920er Jahre bestanden neben dem 197 ha Gut Blumenthal, als Teil des von Möllendorffschen Besitzes Rittergut Horst mit 671 ha, im Ort Blumenthal sechs weitere landwirtschaftliche Betriebe. Sie gehörten den Familien K. Holz, G. Homann, L. Kenzler, O. Scherz, H. Schulze und O. Thiele. Die Gutsbesitzerfamilie von Moellendorff-Horst wurde bei der Bodenreform enteignet und lebte dann in Niedersachsen.
Mit der Gemeindereform Brandenburg 2003 wurde der Ort zusammen mit anderen zur Gemeinde Heiligengrabe zusammengelegt.

## Verkehr

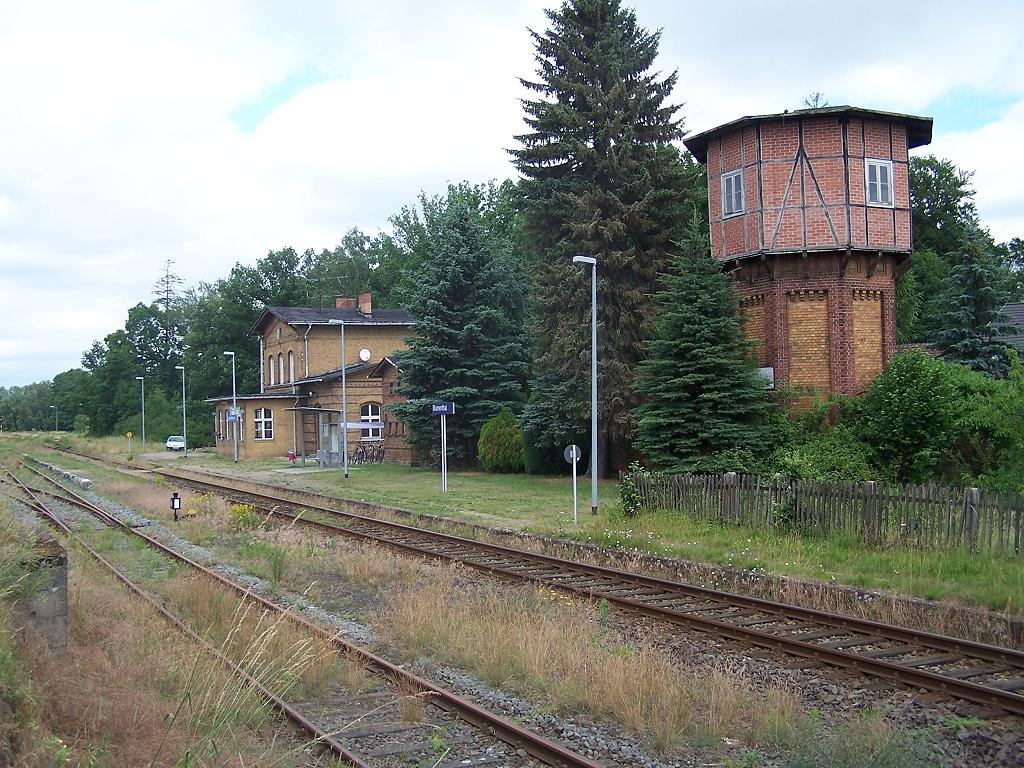
Bahnhof Blumenthal (Mark) mit Wasserturm, dem Wahrzeichen Blumenthals

Im Ort mündet die Landesstraße 144 in die Landesstraße 145 ein. Letztere verbindet Blumenthal mit dem knapp 15 Kilometer entfernten Wittstock/Dosse, von wo aus das Autobahndreieck Wittstock/Dosse erreicht werden kann. Dort werden die Autobahnen 19 und 24 zusammengeführt.
Der Ortsteil verfügt mit dem denkmalgeschützten Bahnhof Blumenthal (Mark) über einen Zugang zur Bahnstrecke Neustadt–Meyenburg.

## Infrastruktur
Der Ort verfügt über eine Grundschule, eine Evangelische Kirche sowie über ansässige Unternehmen.